# Католицизм на Соломоновых Островах

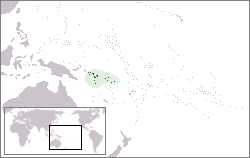
Расположение Соломоновых Островов

Католицизм на Соломоновых Островах или Католическая церковь на Соломоновых Островах является частью всемирной Католической церкви. Численность католиков на Соломоновых Островах составляет около 96 000 человек (19 % от общего числа населения).

## История
В 1840-х годах на Соломоновы острова прибыли первые католические миссионеры из монашеской конгрегации маристов, которые активно занимались миссионерской деятельностью в это время по всей Океании. Мариисты основали первые католические общины на Соломоновых островах. Первой постоянной церковной структурой на Соломоновых островах, основанной 27 июля 1897 года, была апостольская префектура Новой Померании, объединявшая Папуа-Новую Гвинею и Соломоновы острова.
18 января 1985 года Римский папа Иоанн Павел II выпустил бреве Ut fert probata, которым назначил нунция для Соломоновых Островов.

## Церковная структура
В настоящее время на Соломоновых островах действуют следующие церковные структуры:
- Архиепархия Хониары с суффраганными епархиями:
  - Епархия Ауки;
  - Епархия Гизо

Католическая церковь на Соломоновых островах входит в конференцию католических епископов Папуа-Новой Гвинеи и Соломоновых Островов.

## Источник
- Бреве Ut fert probate